# Verdade ou consequência

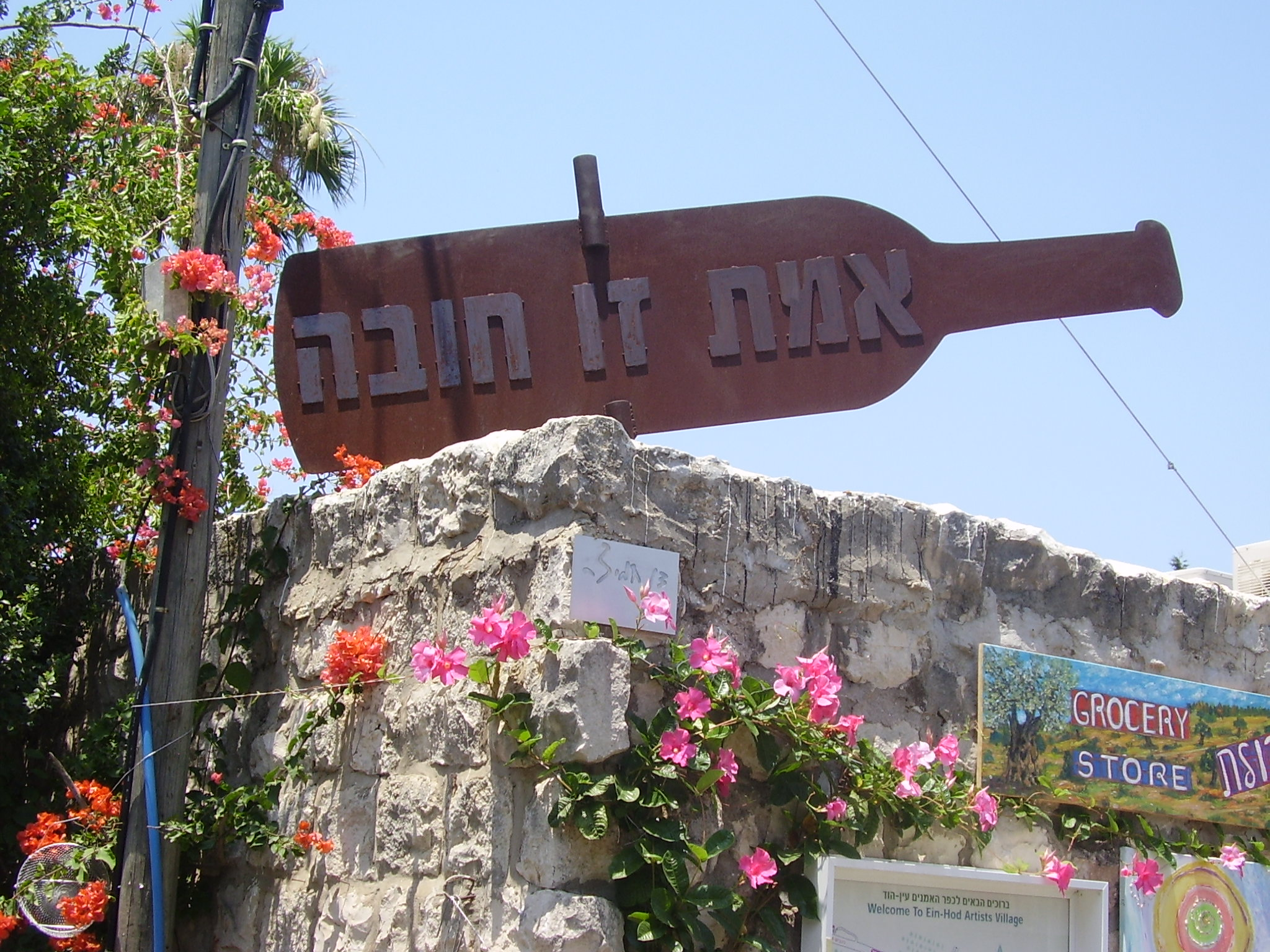
Garrafa com dizer "verdade ou consequência", em hebraico.

Verdade ou consequência ou verdade ou desafio é um jogo de festa que requer no mínimo duas pessoas, mas quase sempre é jogado por um número de participantes superior. O jogo é muito popular entre os adolescentes (e algumas vezes jogado também por crianças), mas também jogado por adultos.
A brincadeira consiste numa roda de participantes que giram uma garrafa ou outro objeto comprido e com duas extremidades diferentes entre si, de forma que ao fim do giro o objeto aponte para dois participantes da roda, um sendo o que recita o nome do jogo com entonação de interrogação, e outro que deve responder se quer "verdade" ou "consequência"/"desafio". Caso seja feita escolhida a opção "verdade", uma pergunta, geralmente de foro íntimo, deverá ser respondida; se escolher a outra opção, deverá realizar uma tarefa, a critério do participante que fez a pergunta inicial. Caso haja somente dois participantes, o ato de girar a garrafa é dispensado.
O jogo é citado pela pesquisadora Isolina Virgínia Pereira da Silva em pesquisas sobre sexualidade na adolescência. Já foi também jogado por participantes do Big Brother Brasil.